# La Vid de Bureba
La Vid de Bureba ist ein Dorf und eine Gemeinde mit nur noch 24 Einwohnern (Stand: 2024) in der Comarca La Bureba im Osten der Provinz Burgos innerhalb der autonomen Gemeinschaft von Kastilien-León in Spanien. 

## Lage und Klima
Der Ort La Vid de Bureba liegt in einer Höhe von ca. 695 m etwa 52 Kilometer nordöstlich der Provinzhauptstadt Burgos.
Im Gemeindegebiet liegt der Flugplatz Aerodromo La Vid de Bureba (AEROLAVID).
Das Klima ist gemäßigt bis warm; der für spanische Verhältnisse reichliche Regen (ca. 705 mm/Jahr) fällt – mit Ausnahme der eher trockenen Sommermonate – übers Jahr verteilt.

## Bevölkerungsentwicklung
| Jahr      | 1970 | 1981 | 1991 | 2001 | 2011 | 2021 |
| Einwohner | 83   | 55   | 49   | 41   | 28   | 19   |

Die seit den 1950er Jahren deutlich gesunkenen Einwohnerzahlen sind als Folge der Mechanisierung der Landwirtschaft und der Aufgabe bäuerlicher Kleinbetriebe zu sehen.

## Wirtschaft
Das Gebiet der Comarca La Bureba ist schon seit alters her ein Weizenanbaugebiet, aber auch Sonnenblumen und Leguminosen werden ausgesät. 

## Sehenswürdigkeiten

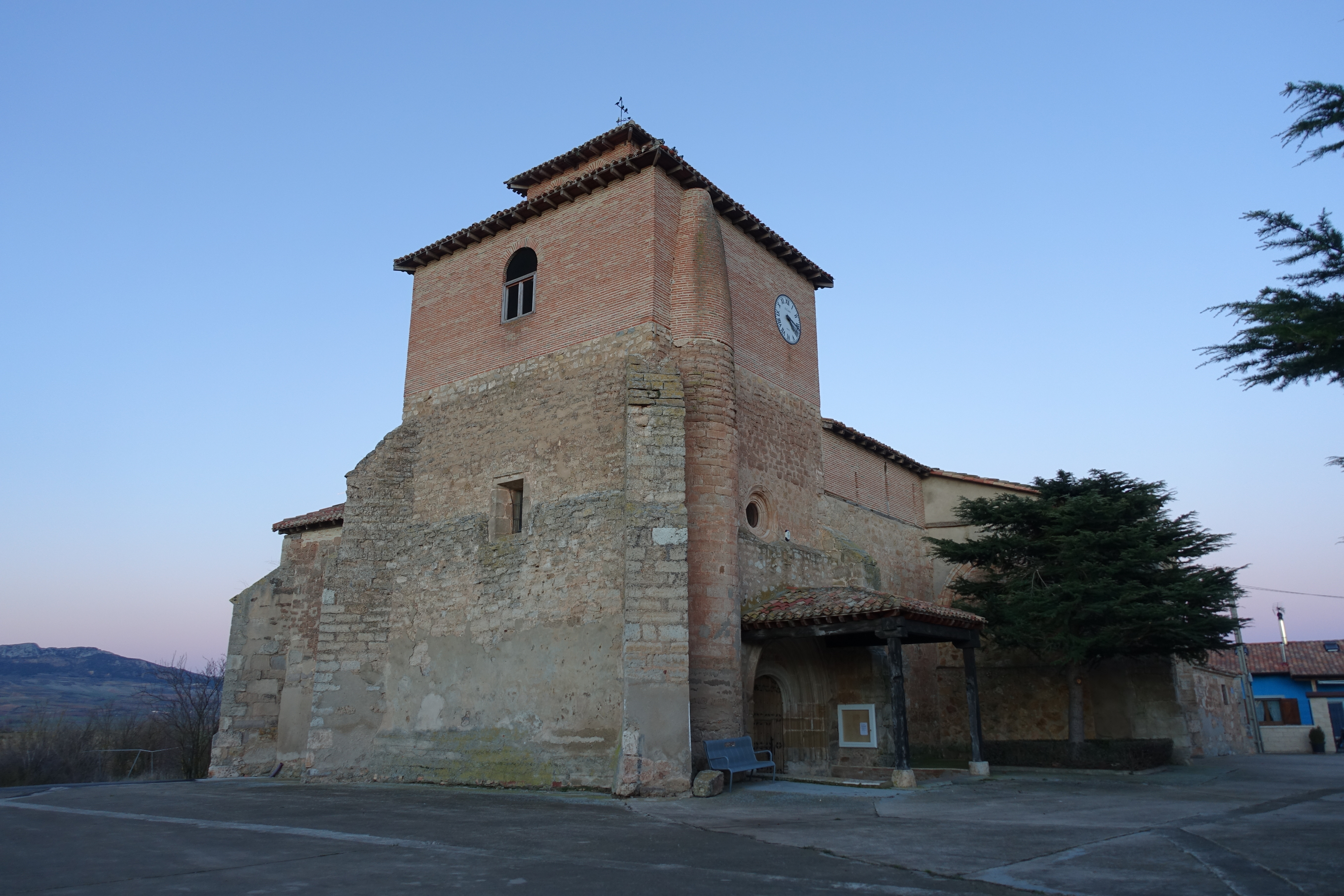
Johannes-der-Täufer-Kirche

- Johannes-der-Täufer-Kirche